# Олексіївка (Дністровський район)
Олексі́ївка (колишнє Мендикауци) — село у Сокирянській міській громаді Дністровського району Чернівецької області України.

## Географія
Село розташоване у південній частині Дністровського району, біля кордону з Республікою Молдова. На північний захід від села розташована ботанічна пам'ятка природи «Сторічний дуб».

## Історія
Перша згадка про село — 1533 рік. До 1944 — Мендикауци.
Село Олексіївка розташоване за 16 км на захід від райцентру, за 12 км від найближчої залізничної станції. Територія сільської ради межує з селами Молдови: Клокушна, Ходереуци, Корестоуци, Булбоака та селами нашого району Гвіздівці, Романківці, Вашківці. Населення села Олексіївка- 1092 чол., Новоолексіївка −395 чол. 
В письмових джерелах село Олексіївка вперше згадується у 1533 році під назвою «Мендикауци». Мендикауци засновані євреєм Мендиком. Село було розташоване над панським ставом, у бік Ратушанського лісу. Місце може й було зручним для Мендика, бо знаходилось далеко від битих шляхів. Рідко хто сюди заглядав, ховався від напасті подалі. Те місце урочище ми тепер називаємо «Селище». Було у підприємливого торгівця Мендика де сховати своє добро. І за часів турків те загублене серед лісів « Селище» своїм розташуванням захищало його мешканців від багатьох бід. Але після 1812 року, коли Бессарабія за мирним договором відійшла від Туреччини до Росії, пожвавилися економічні, насамперед, торговельні зв'язки краю з іншими регіонами імперії. 
Для закріплення території за Росією всіляко заохочувались переселення на Бессарабію, поближче до кордонів з внутрішніми областями України. Землі виділялися для переселенців за помірно низькими цінами, надавалися великі пільги. За нових умов старе « Селище» вже не було зручним, тому почалося заселення на новому місці, де розташоване село Олексіївка, поближче до шляху. Сюди переселилися люди з Подністров'я. Рік 1909 — це рік заснування села Новоолексіївка. Раніше називалося Напів — Мендиківці. Першими жителями села були сім'ї Гуменчука та Шамбрановича. Дана земля належала поміщику Каземіру, який проживав у Вашківцях. Саме найцінніше для людини- це її здоров'я. Перший лікар, який обслуговував жителів сіл — Завадський В. І., який проживав в селі Напів — Мендиківці, прийом хворих здійснював в своєму будинку. Жителі користувалтся послугами лікаря Трахтембройта, який проживав в Бричанах а також хворих обслуговував лікар з Сокирян. 
Після війни в 1946 році в селах Олексіївка та Новоолексіївка було відкрито два медпункти. В селі Олексіївка прийом здійснював фельдшер Санюк, а в селі Новоолексіївці Рибак М. С. Медпункти знаходилися в старих приміщеннях. В даний час на території сільської ради розміщені та функціонують два фельдшерсько- акушерські пункти, які укомплектовані кадрами згідно зі штатним розписом, БК с. Олексіївка, клубс. Новоолексіївка, дві загальноосвітні школи с. Олексіївка та Новоолексіївка, ДУ, два відділення зв'язку с. Олексіївка та с. Новоолексіївка, дві бібліотеки с. Олексіївка та с. Новоолексіївка. 
Провідною галуззю с. Олексіївка та с. Новоолексіївка є заняття підсобним господарством. На території сіл Олексіївка та Новоолексіївка діють культосвітні заклади. В будинку культури створено народний фольклорний ансамбль " Господарочка ", який із своїми виступами неодноразово займав призові місця в районі та області. В селі Новоолексіївка відновлено ансамбль "Джерело ". Проводяться масові заходи, тематичні вечори (до дня 8 Березня, Дня захисника Вітчизни та інші), конкурси, дискотеки. Жителі нашого села не тільки полюбляють співати, але й залюбки захоплюються народним мистецтвом, у них золоті руки. Вони вміють в'язати, вишивати, виготовляти декоративні вироби з соломи. Неодноразово бралися виставки в район жителів села таких як Скальська М. П., Єрейчук Л. С. та багато інших. На даний час село газифіковане. На сільському стадіоні в селі неодноразово проходять змагання між командами нашого села та сусідніми селами.

## Населення
Населення — 1 142 особи.

## Особистості
- Доготар Олександр Миколайович (*1 серпня 1926 — 29 вересня 1994,м. Чернівці) — Почесний громадянин м. Чернівці.

- Жук Георгій Федорович (* 15 лютого 1935) — заслужений енергетик України (1990). Закінчив Кам'янець-Подільський індустріальний технікум. Працював начальником енергозбуту Сокирянського району електромереж, з 1972 до 1996 рік. Обирався членом Сокирянського райкому Компартії України, депутатом Сокирянської районної ради. Нагороджений: почесною грамотою Сокирянського райкому і райвиконкому, грамотою Чернівецької обласної Ради депутатів трудящих, медаллю «За трудову доблесть».[1]
- Мірза Олександр Іванович (*11. 01. 1944, с. Олексіївка Сокирянського району -+ 16. 06. 2013, Київ) – лікар-стоматолог.  Доктор медичних наук (2002). Закінчив Київський медичний інститут (1970). Працював лікарем; з 1975 р.– в апараті Міністерства охорони здоров’я  України; з 1985 р. викладав у Київському медінституті. У 1993–1994 рр.  – директор Українського науково-дослідного інституту народної нетрадиційної медицини (Київ); з 1995 р. – у Київському медичному університеті Української асоціації народної медицини: завідувач  кафедри ортопедичної стоматології та ортодонтії і декан стоматологічного факультету. Юхим Гусар.
- Плечинта Іоанн Стефанович (1839–1903) – народився 9 березня 1839 року в селі Мендиківці Хотинського повіту, у сім’ї священика Стефана Ієремійовича Плечинти (1802–1891) та Софронії (1809 р.н.). Закінчив Кишинівську духовну семінарію, за 2 розрядом. 29 вересня 1865 року архієпископом Кишинівським і Хотинським Антонієм (О.А. Шокотов) висвячений на священика до Катериниської церкви села Котюжани Хотинського повіту. 21 березня 1869 року переведений до Іоанно-Богословської церкви села Клокушна, того ж повіту[46].

6 лютого 1875 року призначений бібліотекарем 5-го благочинницького округу Хотинського повіту. 26 березня 1875 року затверджений помічником благочинного в тому ж окрузі – на 2-е триріччя. У 1887 році затверджений на посаді законовчителя Клокушнянської церковно-приходської школи[47].
4 серпня 1872 року «за старанну і справну пастирську службу» нагороджений набедреником. У березні 1879 року одержав благословення Святішого Синоду. 25 лютого 1885 року нагороджений синодальної фіолетовою скуфією.
Рано овдовів. Дітей не мав.
Помер 30 листопада 1903 року. Похований на приходському кладовищі.
- Польова Лідія Георгіївна (*1 квітня 1941) — український журналіст, публіцист, редактор, Член Національної спілки журналістів України.

- Рибак Микола Степанович (*11 листопада 1922) — учасник НРВ 1941–1945 рр., заслужений працівник торгівлі України (1981).

- Савицький Микола Степанович (* 17 грудня 1934 року, с. Медиківкці, нині Олексіївка Сокирянського району) — заслужений меліоратор України (1977). Працював у Чернівцях у пересувній механізованій колоні — 76 (ПМК-76). Обирався депутатом Чернівецької міської ради 2-х скликань. Нагороджений медаллю «За трудову доблесть» (1966) та орденом Леніна (1976).

- Шербул Іван Петрович (*1 січня 1949) — актор, композиторі співак. Артист Луганського обласного українського музично-драматичного театру. Заслужений артист України (2000).

## Світлини

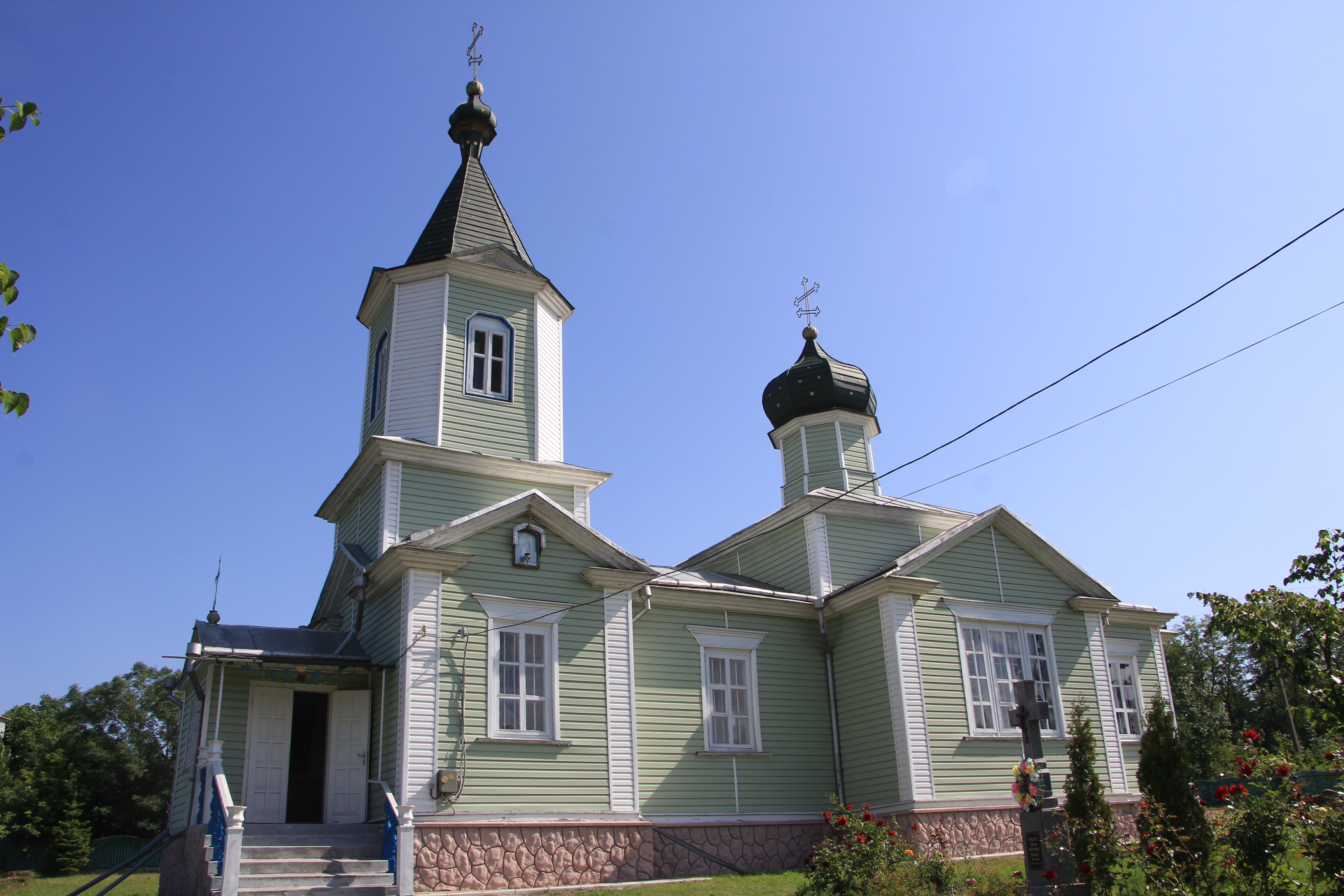
Церква Св. Арх. Михайла 1906 с. Олексіївка